# Dominika Putto
Pour les articles homonymes, voir Dominika Włodarczyk.
 (novembre 2018).
Si vous disposez d'ouvrages ou d'articles de référence ou si vous connaissez des sites web de qualité traitant du thème abordé ici, merci de compléter l'article en donnant les références utiles à sa vérifiabilité et en les liant à la section « Notes et références ».
Dominika Putto, née Włodarczyk le 29 décembre 1995, est une kayakiste polonaise pratiquant la course en ligne.

## Palmarès

### Championnats du monde
- 2021 à Copenhague (Danemark)
  -  Médaille de bronze en K-2 200 m

### Championnats d'Europe
- 2022 à Munich (Allemagne)
  -  Médaille d'or en K-4 500 m
  -  Médaille d'argent en K-2 200 m
- 2021 à Poznań (Pologne)
  -  Médaille d'argent en K-2 200 m
- 2017 à Plovdiv (Bulgarie)
  -  Médaille d'argent en K-4 500 m
  -  Médaille de bronze en K-2 200 m
- 2018 à Belgrade (Serbie)
  -  Médaille de bronze en K-2 200 m

### Jeux européens
- Jeux européens de 2023 à Cracovie
  -  Médaille d'or en K-4 500 m